# Handzame
Handzame är en ort i Belgien.   Den ligger i provinsen Västflandern och regionen Flandern, i den västra delen av landet, 100 km väster om huvudstaden Bryssel. Handzame ligger 5 meter över havet och antalet invånare är 3 051.
Terrängen runt Handzame är mycket platt. Runt Handzame är det tätbefolkat, med 308 invånare per kvadratkilometer.. Närmaste större samhälle är Roeselare, 12,1 km sydost om Handzame. 
Trakten runt Handzame består till största delen av jordbruksmark.